# Équipe de France féminine de basket-ball des moins de 20 ans
Cet article traite de l'équipe féminine. Pour l'équipe masculine, voir Équipe de France masculine de basket-ball des 20 ans et moins.
Actualités
L'équipe de France féminine de basket-ball des 20 ans et moins est constituée par une sélection des meilleures joueuses françaises de moins de 20 ans sous l'égide de la Fédération française de basket-ball. Le terme 20 ans et moins ayant remplacé celui de la catégorie Espoir.

## Palmarès
- Médaille d'or aux championnats d'Europe en 2005, 2009, 2014, 2023 et 2024.
- Médaille d'argent aux championnats d'Europe en 2008 et 2015.
- Médaille de bronze aux championnats d'Europe en 2002, 2004, 2006, 2007 et 2019.

## Parcours aux championnats d'Europe
Voici le parcours de l'équipe de France féminie aux championnats d'Europe :
- 2000 : non qualifiée
- 2002 :  3e
- 2004 :  3e
- 2005 :  Vainqueur
- 2006 :  3e
- 2007 :  3e
- 2008 :  2e
- 2009 :  Vainqueur
- 2010 : 4e
- 2011 : 5e[1]
- 2012 : 5e
- 2013 : 5e[2]
- 2014 :  Vainqueur
- 2015 :  2e
- 2016 : 6e
- 2017 : 4e
- 2018 : 6e[3]
- 2019 :  3e
- 2022 : 4e
- 2023 :  Vainqueur
- 2024 :  Vainqueur
- 2025 : 13e[4]

## Les sélections championnes d'Europe

### Équipe 2005

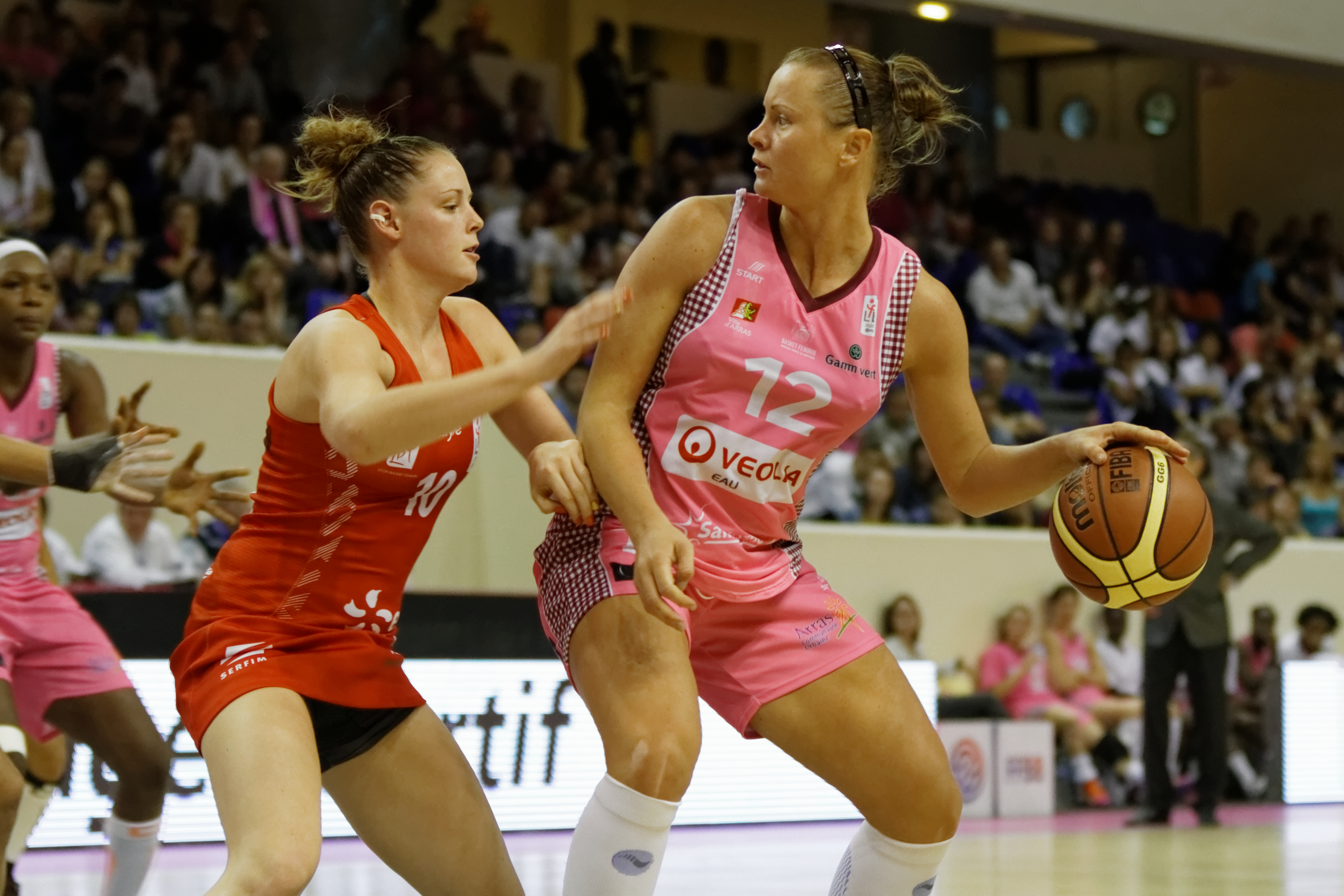
Pauline Krawczyk, ici lors de l'Open LFB 2013.

- Yvette Assilamehou
- Julie Barennes
- Aurélie Cibert
- Clarisse Costaz
- Ramata Diakho
- Johanne Gomis
- Sylvie Gruszczynski
- Pauline Krawczyk
- Florence Lepron
- Babette M'Bah
- Guiday Mendy
- Fatimatou Sacko

- Entraîneur : Francis Denis

### Équipe 2009
- 4	Amel Bouderra       PG	1.63
- 5	Virginie Brémont	SF	1.78
- 6	Mélanie Plust       SF	1.73
- 7	Aline Fischbach     SG	1.78
- 8	Jessica Clémençon	GF	1.88
- 9	Isis Arrondo        G	1.66
- 10	Darline Nsoki       F	1.82
- 11	Ana Cata-Chitiga	FC	1.95
- 12	Marielle Amant      FC	1.91
- 13	Doriane Tahane      C	1.91
- 14	Carine Brossais     F	1.82
- 15	Audrey Salvi        G	1.73

- Entraîneur : Alain Jardel

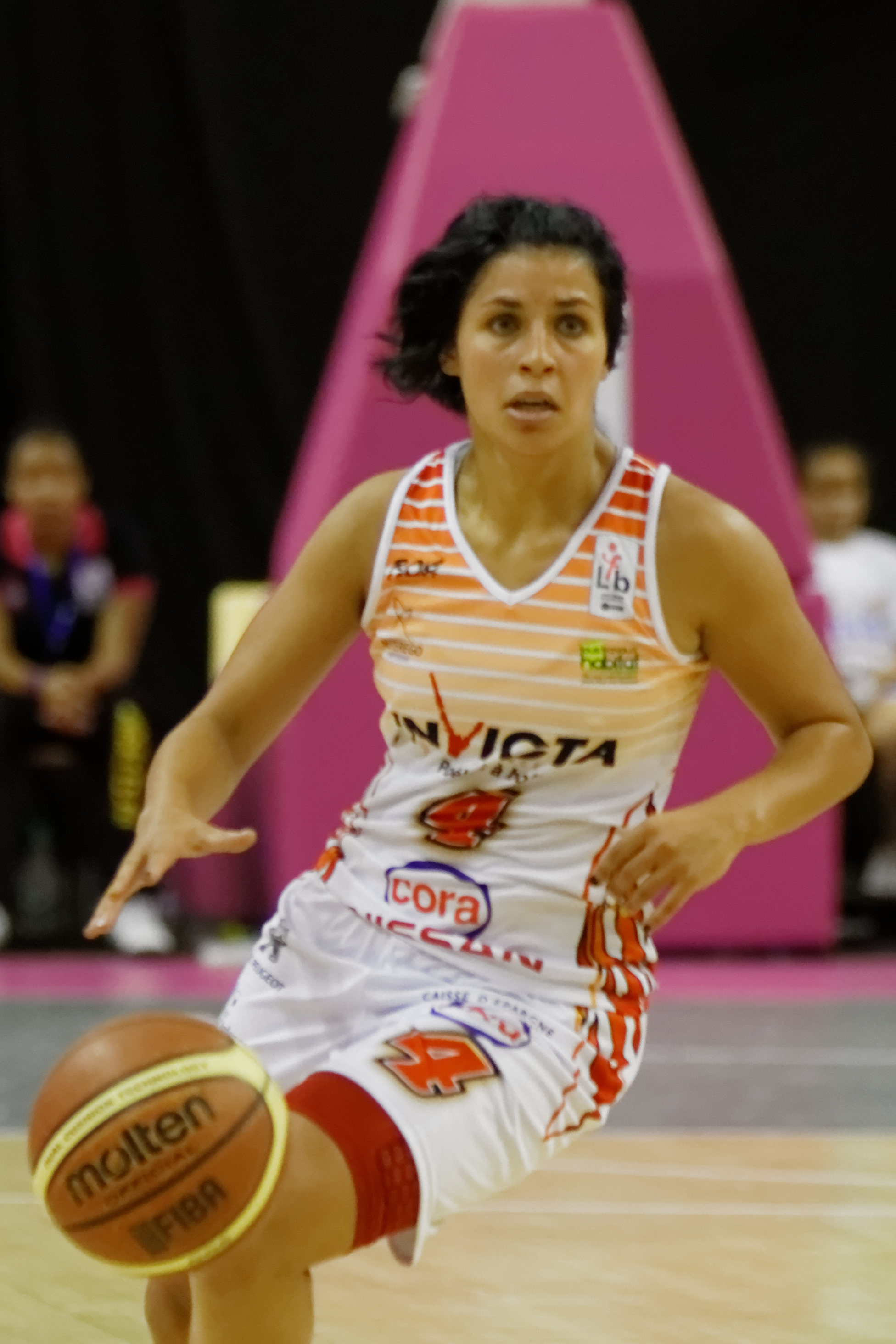
Amel Bouderra, ici lors de l'Open LFB 2013.

La France s'impose en finale contre l'Espagne 74 à 52 à Gdynia en Pologne.

### Équipe 2014

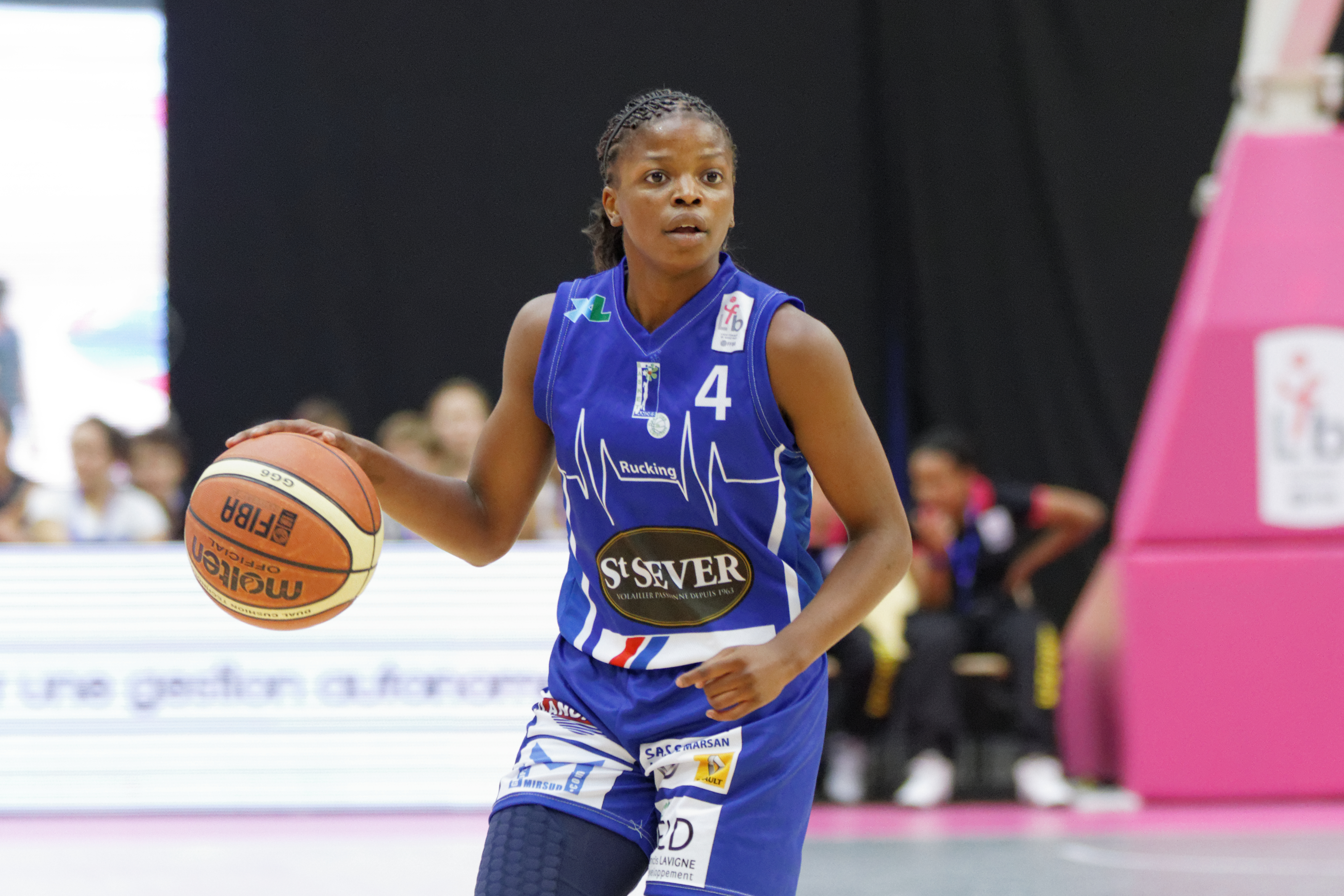
Olivia Époupa à l'Open LFB 2013

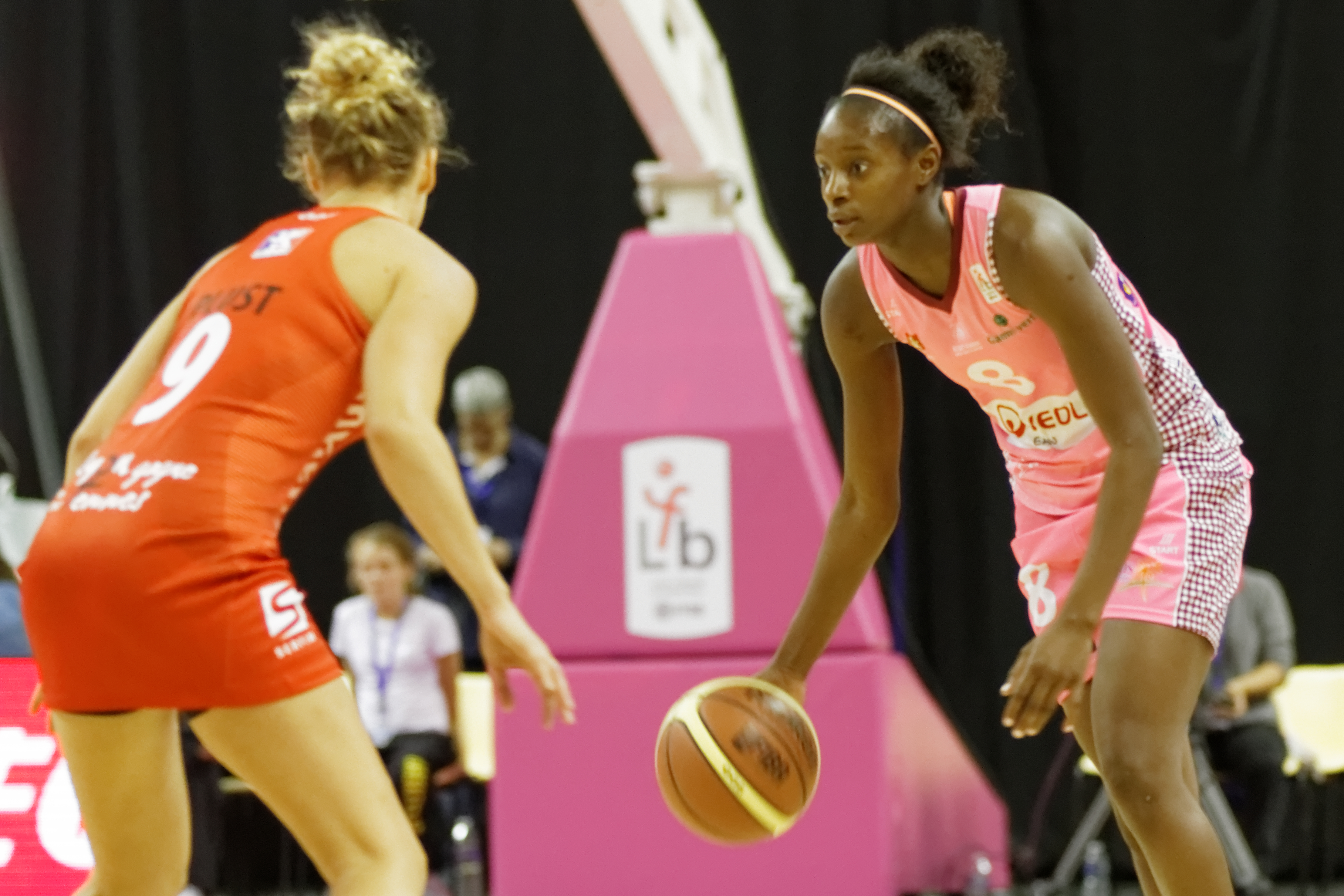
Mamignan Touré à l'Open LFB 2013

La FFBB annonce le 19 mai une présélection de 16 joueuses, auxquelles il faut ajouter Olivia Époupa et Lidija Turčinović, en vue du championnat d'Europe U20 disputé à Udine (Italie) du 3 au 13 juillet 2014. Parmi ces joueuses, plusieurs ont décroché l'or en catégorie U18 en 2012, puis l'argent au Mondial U19 en 2013. Toutefois Valériane Ayayi est préservée pour l'équipe de France A. Le tableau ci-dessous indique en rose les joueuses non retenues dans la liste finale.
L'équipe de France remporte le championnat en battant l'Espagne en finale après prolongation 47 à 42 . Avec 12 joueuses opérationnelles, la France selon Marie Mané « [q]uand nous sommes arrivées en finale, nous étions plus fraîches qu’elles (...) On est aussi une équipe avec beaucoup d’orgueil et, après ces deux défaites [face aux Espagnoles], nous avions beaucoup trop de fierté pour perdre trois fois contre elles la même année ».
| Numéro | Joueuse               | Poste | Naissance        | Taille | Club(s) 2014              |
| ------ | --------------------- | ----- | ---------------- | ------ | ------------------------- |
| 4      | Marie-Ève Paget       | 1     | 28 novembre 1994 | 1,70 m | Cavigal Nice              |
| 5      | Marième Badiane       | 4     | 24 novembre 1994 | 1,90 m | Reims                     |
| 6      | Lidija Turčinović     | 1-2   | 27 août 1994     | 1,78 m | Montpellier               |
| 7      | Olivia Époupa         | 1-2   | 30 avril 1994    | 1,64 m | Basket Landes             |
| 8      | Mamignan Touré        | 2     | 19 décembre 1994 | 1,80 m | Arras                     |
| 9      | Clarince Djaldi-Tabdi | 4     | 6 décembre 1995  | 1,84 m | Arras                     |
| 10     | Élise Fagnez          | 5     | 4 mars 1995      | 1,99 m | Villeneuve-d'Ascq         |
| 11     | Sophia Elenga         | 3-4   | 1er juin 1995    | 1,86 m | Tango Bourges Basket      |
| 12     | Lysa Millavet         | 4     | 17 janvier 1995  | 1,87 m | USO Mondeville            |
| 13     | Marie Mané            | 2-3   | 12 décembre 1995 | 1,83 m | Toulouse Métropole Basket |
| 14     | Aby Gaye              | 5     | 3 février 1995   | 1,95 m | Toulouse Métropole Basket |
| 15     | Awa Sissoko           | 2-3   | 6 mars 1994      | 1,80 m | COB Calais                |
|        | Clémentine Morateur   | 1     | 18 novembre 1995 | 1,73 m | Tarbes Gespe Bigorre      |
|        | Marine Johannès       | 2     | 21 janvier 1995  | 1,77 m | USO Mondeville            |
|        | Pauline Lithard       | 1     | 11 février 1994  | 1,65 m | Reims Basket Féminin      |
|        | Stépha Mbaye          | 3     | 12 janvier 1995  | 1,80 m | Pays d'Aix Basket 13      |
|        | Jihen Gneneka         | 13    | 10 juin 1994     | 1,80 m | Lyon                      |
|        | Laëtitia Guapo        | 2     | 25 octobre 1995  | 1,80 m | Nice                      |

Sélectionneur : Jérôme Fournier
Assistants : Damien Leroux, Abdel Loucif

### Équipe 2023
Les Bleuettes remportent le championnat d'Europe disputé à Klaipėda en Lituanie.
| Numéro | Joueuse          | Poste | Naissance        | Taille | Club(s) 2022-2023              |
| ------ | ---------------- | ----- | ---------------- | ------ | ------------------------------ |
| 0      | Carla Leite      | 1     | 16 avril 2004    | 1,68 m | Tarbes Gespe Bigorre           |
| 1      | Inès Debroise    | 1     | 11 août 2003     | 1,68 m | Rams du Rhode Island           |
| 2      | Lucile Jérôme    | 2     | 27 novembre 2003 | 1,75 m | Ifs                            |
| 4      | Axelle Merceron  | 4     | 25 avril 2003    | 1,89 m | Angers                         |
| 9      | Inès Salahy      | 1     | 13 octobre 2005  | 1,69 m | Centre fédéral                 |
| 14     | Nina Seilly      | 4     | 7 novembre 2003  | 1,89 m | SIG                            |
| 23     | Oumou Diarisso   | 5     | 1er mai 200      | 1,89 m | Chartres                       |
| 27     | Louise Preneau   | 2-3   | 27 novembre 2003 | 1,90 m | Roche Vendée                   |
| 28     | Ilona Hattab     | 2-3   | 28 mars 2003     | 1,80 m | Landerneau                     |
| 29     | Sara Roumy       | 2     | 7 novembre 2003  | 1,80 m | Basket Landes                  |
| 32     | Célia Rivière    | 4     | 6 août 2003      | 1,85 m | Northwest Florida State (JuCo) |
| 49     | Rosanne Le Seyec | 5     | 5 mars 2004      | 1,98 m | Champagne Basket               |

Entraîneuse : Élise Prod'homme
Assistants : Romain Leroy, Fabien Frydryszak, Quentin Boullet
Préparateur physique: Hugo Lambart

### Équipe 2024
Les Bleuettes concervent leur titre lors de l'édition 2024.
| Numéro | Joueuse            | Poste | Naissance        | Taille | Club(s) 2023-2024    |
| ------ | ------------------ | ----- | ---------------- | ------ | -------------------- |
| 2      | Elena Zemoura      | 3     | 21 février 2004  | 1,84 m | BLMA                 |
| 7      | Marine Dursus      | 2     | 26 août 2005     | 1,76 m | Angers               |
| 9      | Merveille Lokoka   | 4     | 9 juin 2004      | 1,87 m | Montpellier          |
| 17     | Adja Kane          | 5-4   | 30 mars 2005     | 1,91 m | Landerneau           |
| 19     | Lisa Cluzeau       | 1-2   | 19 janvier 2004  | 1,75 m | Alençon              |
| 20     | Manoé Cissé        | 1     | 8 mai 2004       | 1,62 m | Champagne Basket     |
| 23     | Daniela Dibanzilua | 2     | 13 décembre 2004 | 1,72 m | Sceaux               |
| 24     | Ysaline Saulnier   | 2-3   | 24 juin 2005     | 1,81 m | Montbrison           |
| 27     | Rosanne Le Seyec   | 5     | 5 mars 2004      | 1,98 m | Chartres             |
| 28     | Fatoumata Touré    | 2     | 9 février 2004   | 1,73 m | Carvigal Nice        |
| 77     | Ramouna Vitta      | 4-5   | 6 janvier 2005   | 1,90 m | AS Aulnoye-Aymeries  |
| 99     | Jess-Mine Zodia    | 5     | 22 décembre 2004 | 1,90 m | Tarbes Gespe Bigorre |

Entraîneuse : Julie Barennes
Assistants : Vincent Joly, Marie-Julie

## Les sélections médaillées d'argent

### Équipe 2004

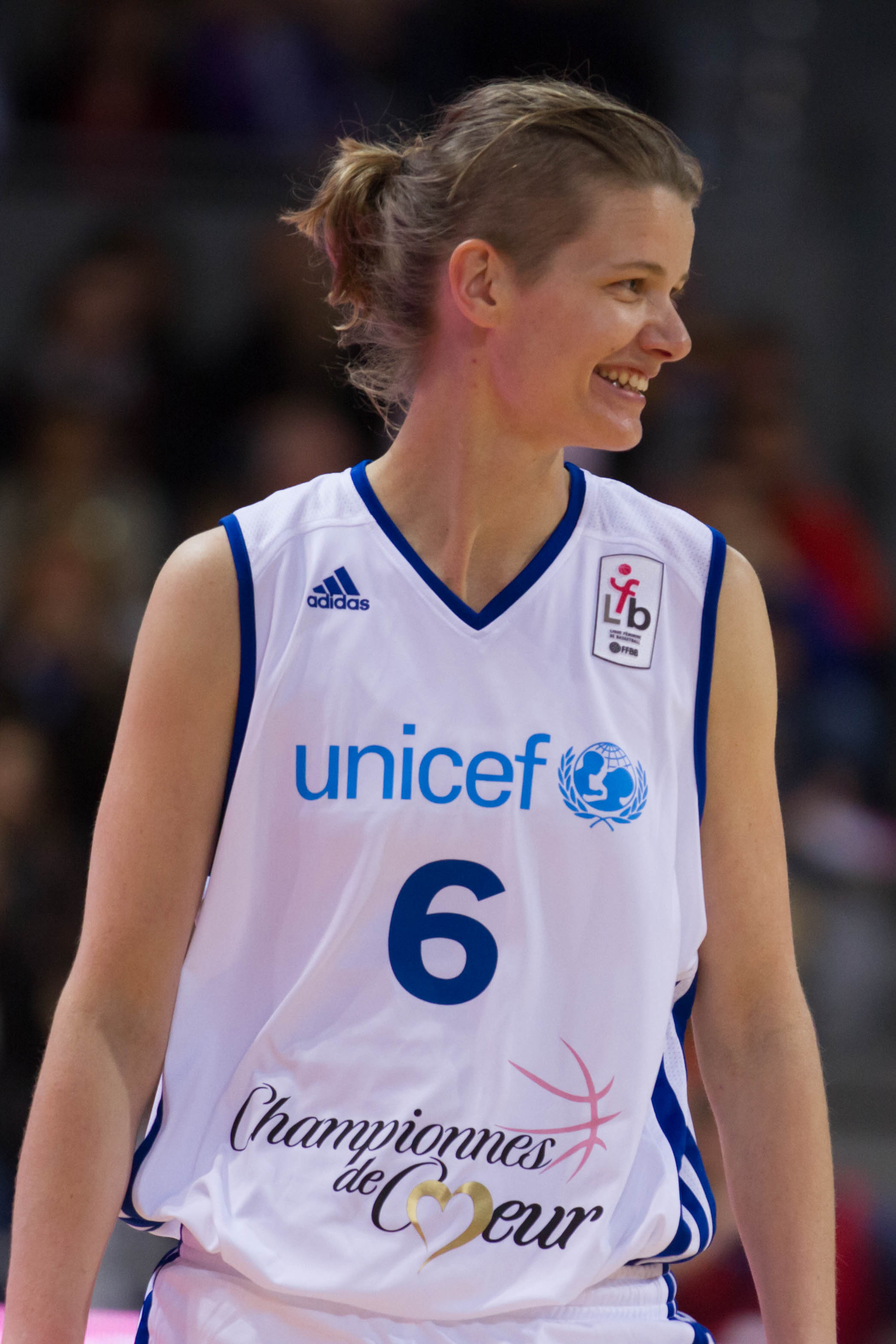
Florence Lepron lors du match de gala Championnes de cœur.

- Julie Barennes
- Élodie Chieze
- Aurélie Cibert
- Élodie Godin
- Floriane Herrscher
- Julie Legoupil
- Florence Lepron
- Amélie Pochet
- Fatimatou Sacko
- Paoline Salagnac
- Penda Sy
- Alexandra Tchangoue

- Entraîneur : Francis Denis

### Équipe 2008
- Marielle Amant
- Mélanie Arnaud
- Isis Arrondo
- Lucie Bouthors
- Ana-Maria Cata-Chitiga
- Marylène Guerra
- Alexia Kusion
- Lorraine Lokoka
- Sarah Michel
- Carine Paul
- Doriane Tahane
- Ingrid Tanqueray

- Entraîneur : Abdou N'Diaye[14].

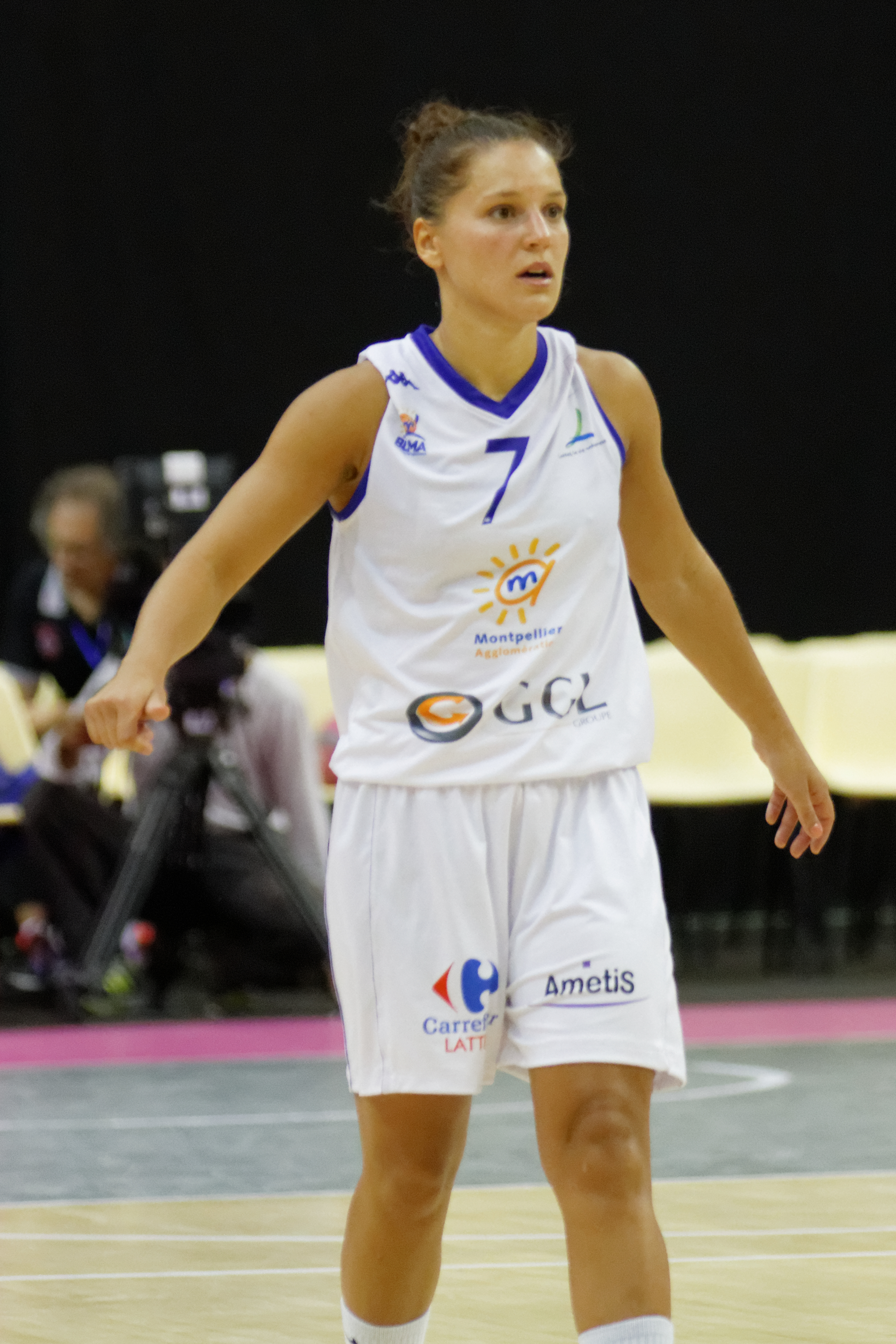
Ingrid Tanqueray ici en octobre 2013.

La France est battue en finale par les Russes 67 à 58 à Pescara.

### Équipe 2015

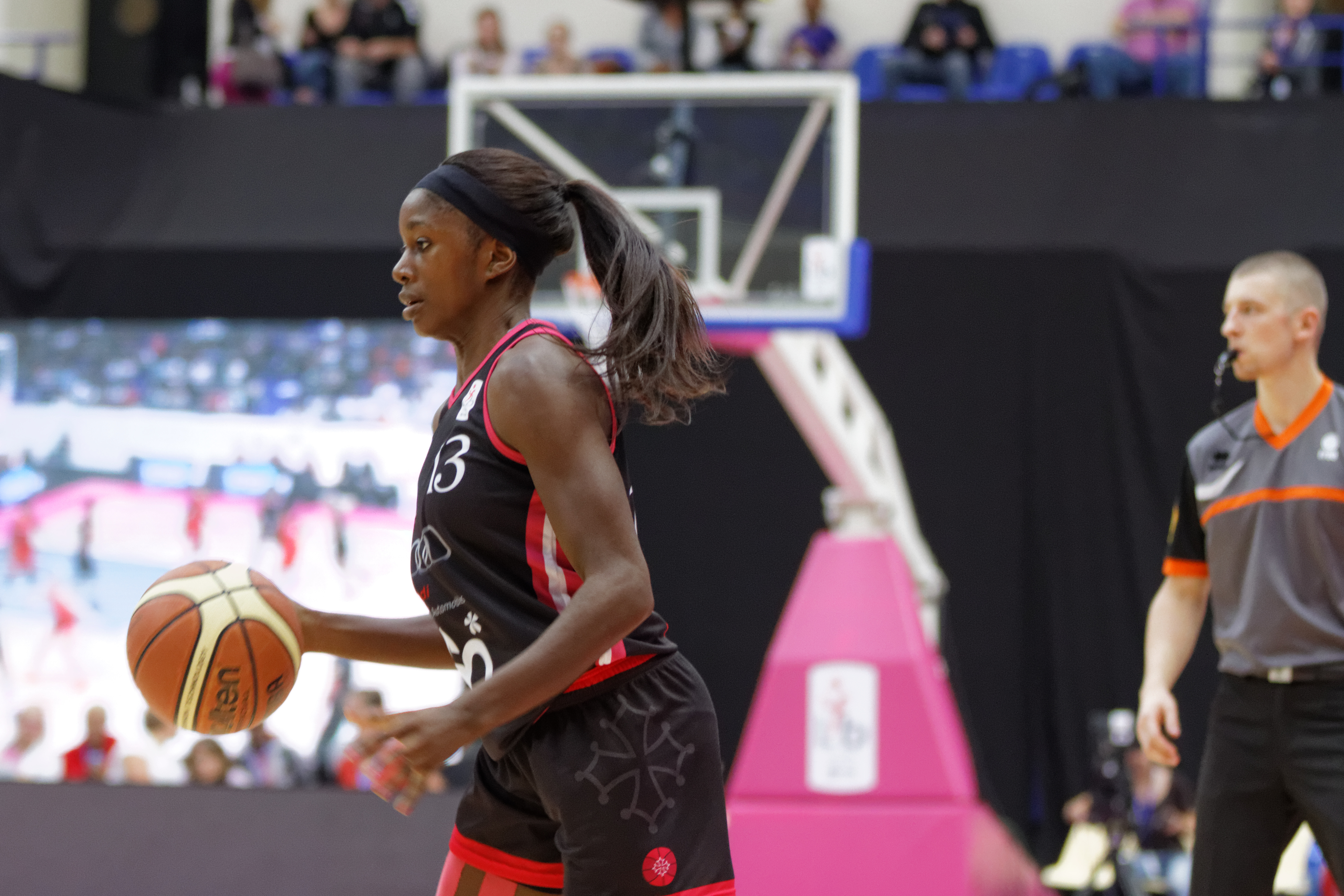
Marie Mané lors de l'Open LFB 2013.

Le championnat d'Europe à Tinajo (Espagne) du 2 au 12 juillet 2015,. 
| Numéro | Joueuse               | Poste         | Naissance        | Taille | Club(s) 2014-2015        |
| ------ | --------------------- | ------------- | ---------------- | ------ | ------------------------ |
| 4      | Assetou Traoré        | Ailière       | 27 février 1995  | 1,84 m | Roche Vendée Basket Club |
| 5      | Marine Johannès       | Arrière       | 21 janvier 1995  | 1,74 m | USO Mondeville           |
| 6      | Margot Vidal-Genève   | Meneuse       | 17 novembre 1995 | 1,65 m | Nice                     |
| 7      | Élodie Naigre         | Ailière forte | 7 juin 1995      | 1,82 m | Club Basket d'Ifs        |
| 8      | Mégane Hero           | Meneuse       | 25 mars 1995     | 1,72 m | Club Basket d'Ifs        |
| 9      | Clarince Djaldi-Tabdi | Intérieure    | 6 décembre 1995  | 1,84 m | Arras                    |
| 10     | Fleur Devillers       | Arrière       | 24 avril 1995    | 1,81 m | Montpellier              |
| 11     | Laëtitia Guapo        | Ailière       | 25 octobre 1995  | 1,80 m | Nice                     |
| 12     | Lysa Millavet         | Ailière forte | 17 janvier 1995  | 1,85 m | USO Mondeville           |
| 13     | Marie Mané            | Ailière       | 12 décembre 1995 | 1,83 m | Toulouse                 |
| 14     | Aby Gaye              | Pivot         | 3 février 1995   | 1,95 m | Toulouse                 |
| 15     | Brenda Agblemagnon    | Pivot         | 4 octobre 1995   | 1,87 m | Villeneuve-d'Ascq        |

Sélectionneur : Arnaud Guppillotte
Assistants : Yann Fonteneau, Guillaume Cormont, Romain Lhermitte
Par une victoire face aux Pays-Bas 81 à 72 gagnée dans les dernières minutes, la France gagne le droit d’affronter de nouveau les Espagnoles en finale. Les Espagnoles sont sacrées championnes d'Europe en l’emportant 66 à 47.

## Les sélections médaillées de bronze

### Équipe 2002

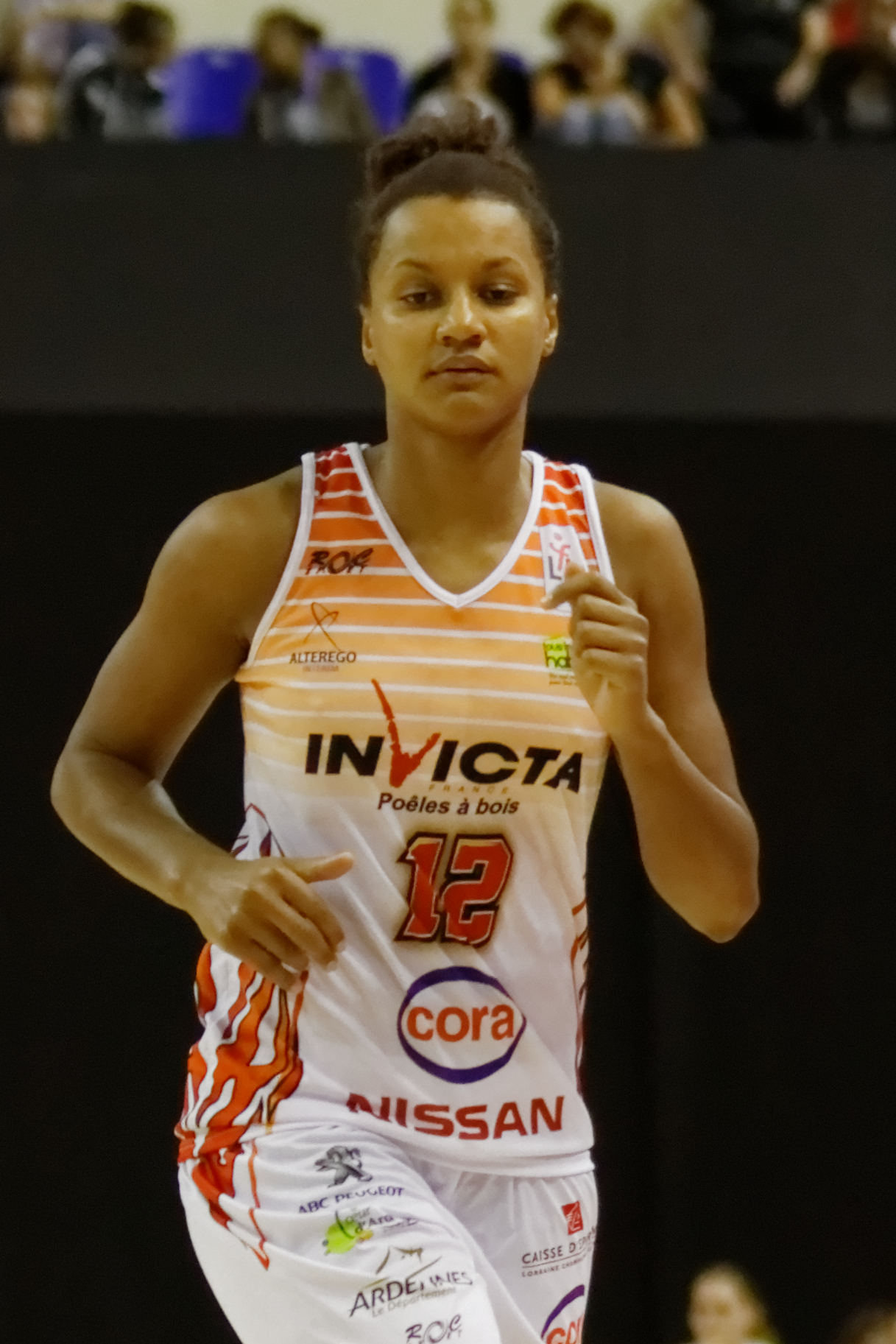
Yacine Sene, ici lors de l'Open LFB 2013.

- Marie-Frédérique Ayissi
- Aurélie Bonnan
- Céline Dumerc
- Émilie Gomis
- Perrine Le Leuch
- Emmeline Ndongue
- Aurélie Noirez
- Sabrina Reghaïssia
- Élisa Rigelo
- Yacine Sene
- Gaëlle Skrela
- Claire Tomaszewski

- Entraîneur : Pascal Pisan

### Équipe 2006

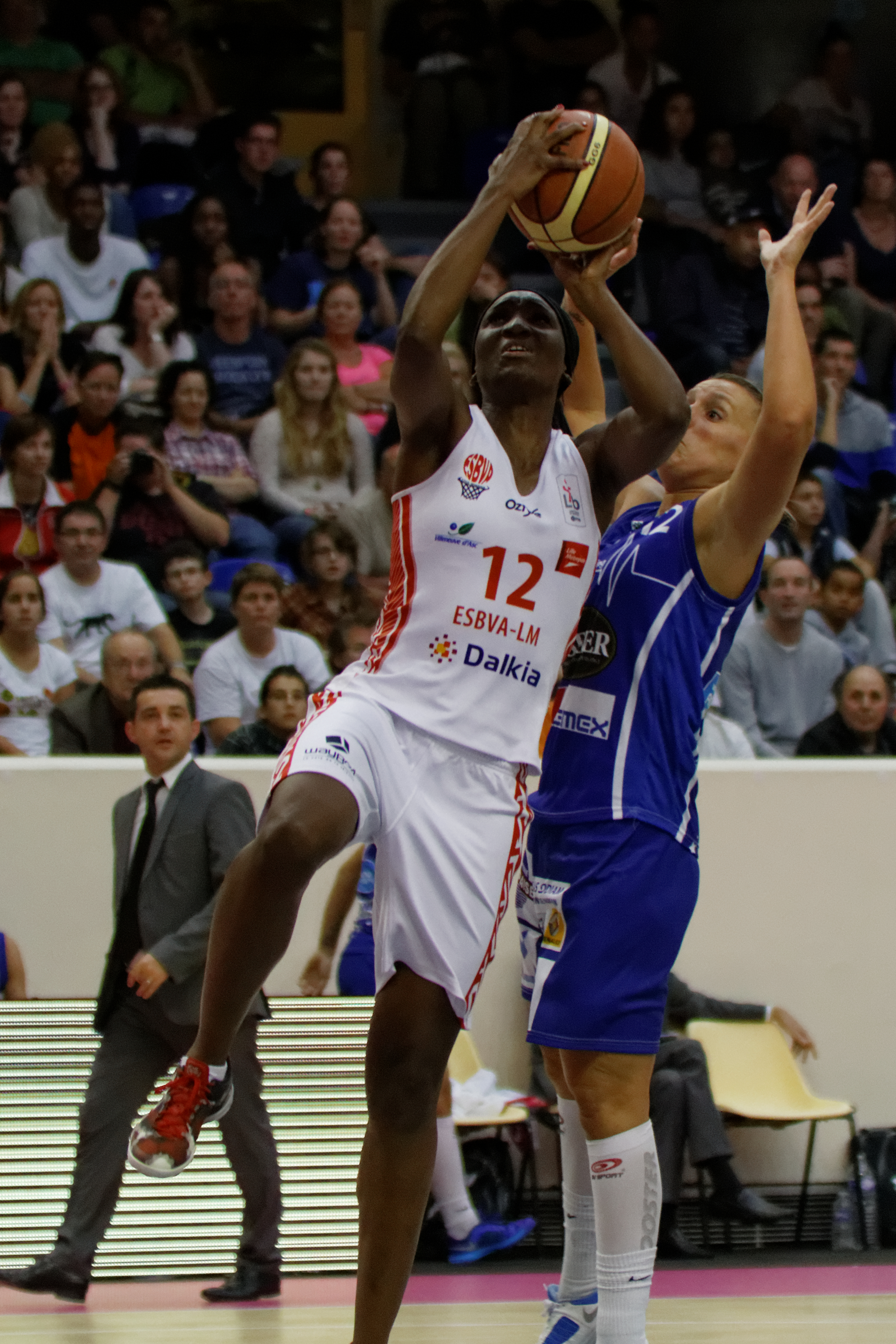
Laëtitia Kamba, ici en octobre 2013.

- Yvette Assilamehou
- Julie Barennes
- Clarisse Costaz
- Ramata Diakho
- Jennifer Digbeu
- Sylvie Gruszczynski
- Pauline Jannault-Lo
- Laëtitia Kamba
- Maryska Kowalik
- Anaël Lardy
- Anne-Sophie Pagnier
- Isabelle Yacoubou

- Entraîneur : Francis Denis

### Équipe 2007
- Marielle Amant
- Mélanie Arnaud
- Ana-Maria Cata-Chitiga
- Anaïs Déas
- Jennifer Digbeu
- Pauline Jannault
- Laëtitia Kamba
- Gaëtane Merlot
- Endy Miyem
- Carine Paul
- Fanny Ploegaerts
- Ingrid Tanqueray

- Entraîneur : Francis Denis

### Équipe 2019
Les Bleuettes disputent le championnat d'Europe à Klatovy en République tchèque du 3 au 11 août 2019.
| Numéro | Joueuse            | Poste | Naissance        | Taille | Club(s) 2018-2019              |
| ------ | ------------------ | ----- | ---------------- | ------ | ------------------------------ |
| 2      | Coline Franchelin  | 1     | 18 août 1999     | 1,89 m | Lyon ASVEL                     |
| 3      | Awa Trasi          | 5     | 23 avril 1999    | 1,89 m | Northwest Florida State (Juco) |
| 7      | Nabala Fofana      | 4-5   | 20 janvier 2000  | 1,83 m | Nantes Rezé Basket             |
| 8      | Daphné Gnago       | 3-4   | 18 mai 1999      | 1,67 m | UC Riverside                   |
| 12     | Carla Bremaud      | 2     | 27 décembre 1999 | 1,67 m | Wichita State                  |
| 13     | Emmanuelle Tahane  | 3-4   | 13 mai 1999      | 1,67 m | University of Missouri         |
| 17     | Camille Droguet    | 2     | 15 juin 1999     | 1,89 m | Lyon ASVEL                     |
| 20     | Séréna Manala      | 5     | 31 octobre 2000  | 1,88 m | Lattes Montpellier             |
| 27     | Hélène Jakovljevic | 1-2   | 5 octobre 2000   | 1,71 m | Villeneuve-d'Ascq              |
| 31     | Océane Monpierre   | 1     | 31 octobre 2000  | 1,70 m | Roche Vendée                   |
| 32     | Tima Pouye         | 1-2   | 7 avril 1999     | 1,70 m | Tarbes                         |
| 99     | Naomi Mbandu       | 3-4   | 19 janvier 1999  | 1,84 m | Gulf Coast State (Juco)        |

Entraîneur :  Jérôme Fournier
Assistants : Grégory Morata, Virgile Abel, John Delay

## Les sélections non médaillées

### Équipe 2010

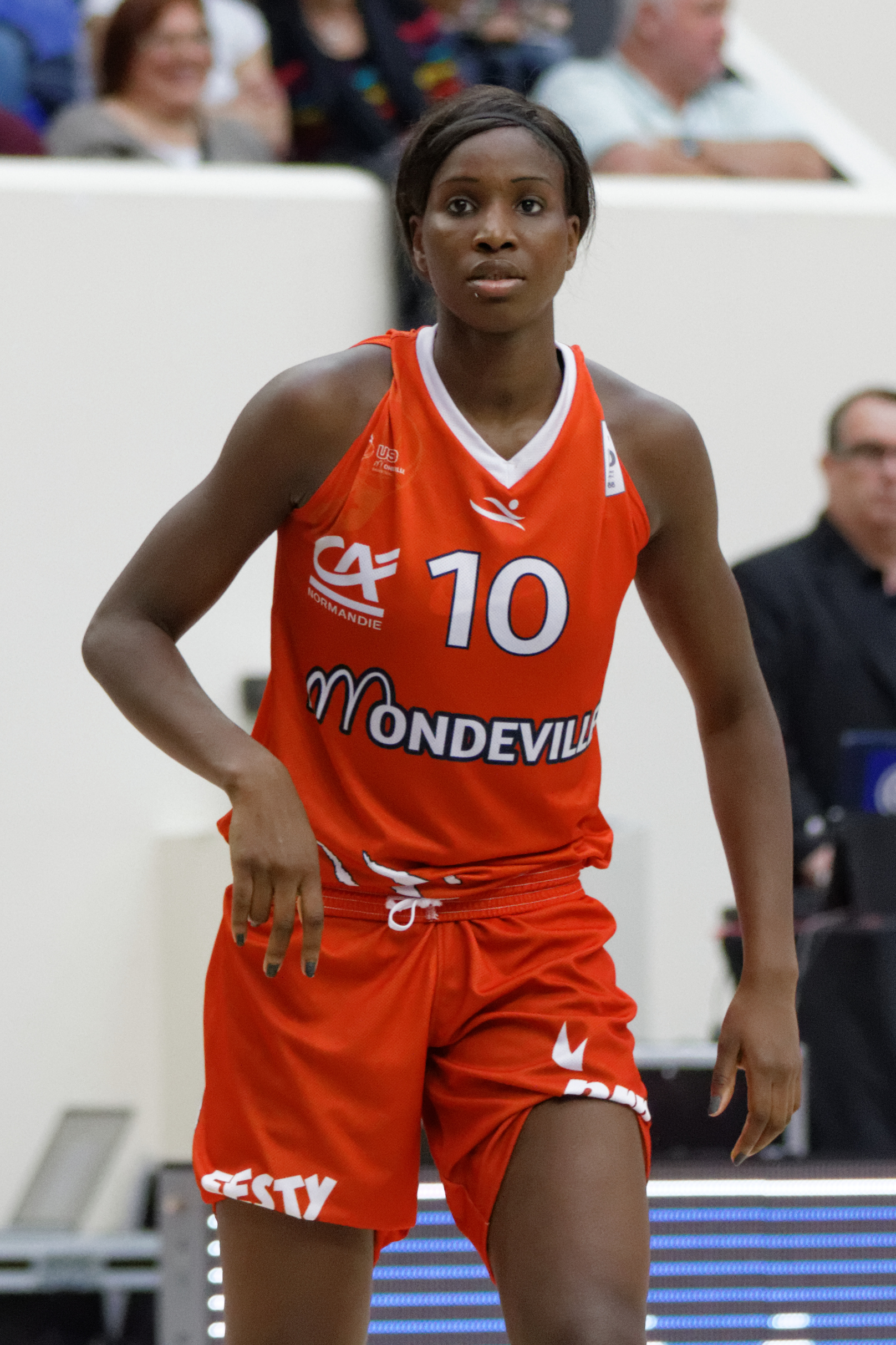
Hhadydia Minte à l'Open LFB 2013

| Numéro | Joueuse              | Poste      | Naissance       | Taille | Club(s) 2010                             |
| ------ | -------------------- | ---------- | --------------- | ------ | ---------------------------------------- |
|        | Linda Bousbaa        | Meneuse    | 29 octobre 1991 | 1,65 m | Lattes-Montpellier                       |
|        | Laurie Datchy        | Arrière    | 2 avril 1990    | 1,74 m | Villeneuve-d'Ascq                        |
|        | Jessie de Colo       | Arrière    | 26 avril 1990   | 1,78 m | Limoges ABC                              |
|        | Aminata Konaté       | Meneur     | 27 octobre 1990 | 1,68 m | Basket Landes                            |
|        | Elsa Martins         | Intérieure | 1990            | 1,87 m | COB Calais                               |
|        | Maud Medenou         | Intérieure | 5 octobre 1990  | 1,89 m | Avenir de Rennes                         |
|        | Hhadydia Minté       | Intérieure | 16 mars 1991    | 1,84 m | Avenir de Rennes                         |
|        | Margaux Okou-Zouzouo | Intérieure | 18 février 1991 | 1,83 m | Pays d'Aix Basket 13                     |
|        | Alexia Plagnard      | Meneuse    | 2 janvier 1990  | 1,67 m | Lattes-Montpellier                       |
|        | Diandra Tchatchouang | Ailière    | 14 juin 1991    | 1,87 m | Terrapins du Maryland                    |
|        | Pauline Thizy        | Intérieure | 7 février 1990  | 1,90 m | USO Mondeville                           |
|        | Chloé Westelynck     | Ailière    | 28 mars 1991    | 1,88 m | Strasbourg Illkirch-Graffenstaden Basket |

Sélectionneur : Alain Jardel

### Équipe 2011

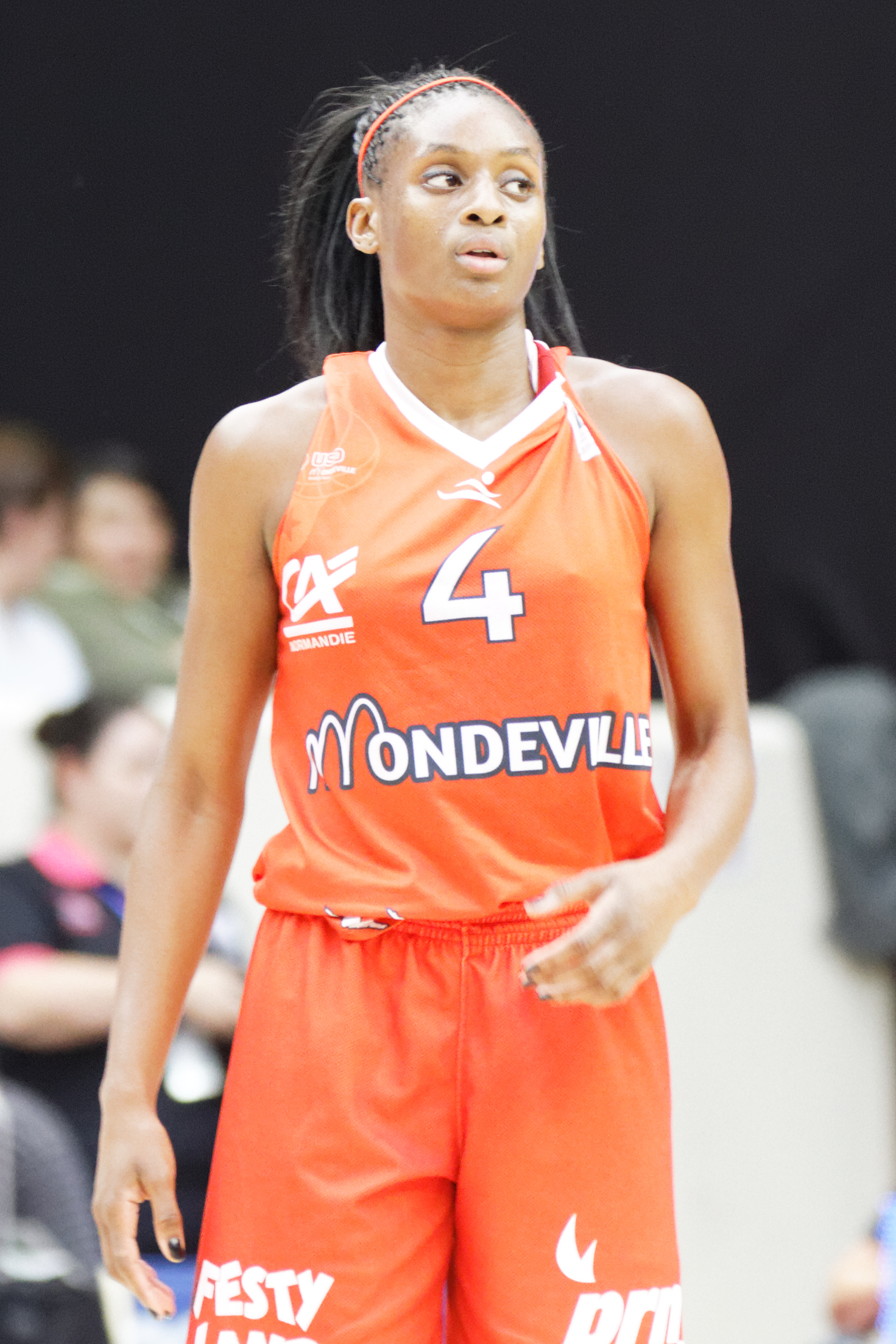
Touty Gandega à l'Open LFB 2013

| Numéro | Joueuse           | Poste | Naissance         | Taille | Club(s) 2011                             |
| ------ | ----------------- | ----- | ----------------- | ------ | ---------------------------------------- |
| 4      | Touty Gandega     | 2     | 20 juin 1991      | 1,70 m | USO Mondeville                           |
| 5      | Princesse Goubo   | 1     | 15 avril 1991     | 1,64 m | Basket Catalan Perpignan Méditerranée    |
| 6      | Kekelly Elenga    | 5     | 18 avril 1991     | 1,86 m | AL Aplemont Le Havre                     |
| 7      | Linda Bousbaa     | 1     | 29 novembre 1991  | 1,65 m | US Dunkerque                             |
| 8      | Isabelle Strunc   | 2     | 8 mars 1991       | 1,79 m | Pays d'Aix Basket 13                     |
| 9      | Clémentine Samson | 2     | 19 septembre 1991 | 1,80 m | Avenir de Rennes                         |
| 10     | Hhadydia Minte    | 4     | 16 mars 1991      | 1,86 m | Avenir de Rennes                         |
| 11     | Morgiane Eustache | 5     | 4 janvier 1991    | 1,96 m | Nantes-Rezé Basket 44                    |
| 12     | Manon Morel       | 4     | 1er juin 1992     | 1,93 m | USO Mondeville                           |
| 13     | Chloé Westelynck  | 3     | 28 mars 1991      | 1,88 m | Strasbourg Illkirch-Graffenstaden Basket |
| 14     | Sophie Le Marrec  | 4     | 6 septembre 1991  | 1,84 m | UF Angers Basket 49                      |
| 15     | Kelly Corre       | 2-3   | 9 mars 1991       | 1,80 m | Pleyber-Christ Basket Club               |

Sélectionneur : Grégory Halin
L'équipe décroche la 5e place au championnat d'Europe.

### Équipe 2012

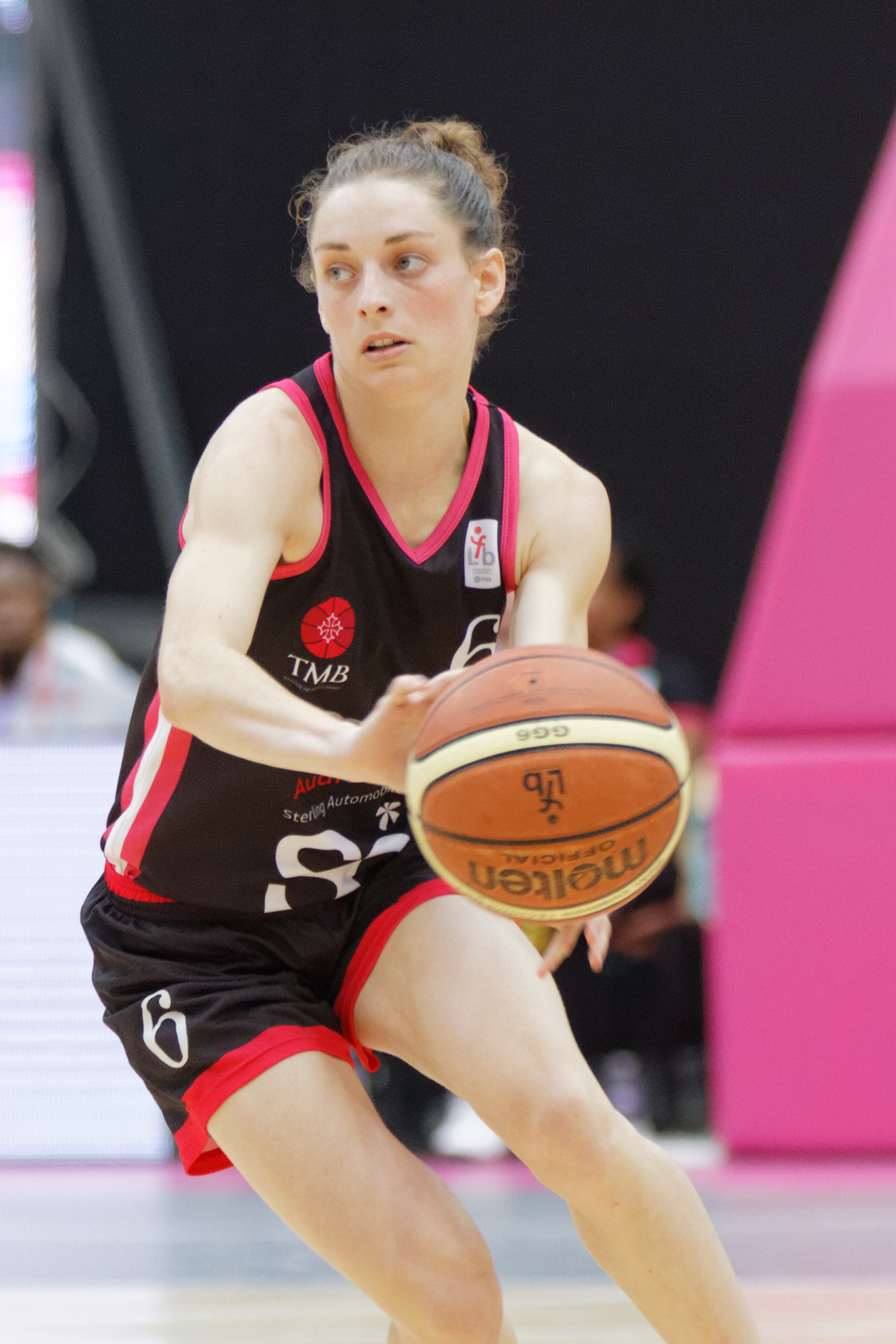
Agathe Degorces à l'Open LFB 2013

Championnat d'Europe à Debrecen (Hongrie) du 16 août au 26 août 2012 
| Numéro | Joueuse                   | Poste      | Naissance         | Taille | Club(s) 2011-2012         |
| ------ | ------------------------- | ---------- | ----------------- | ------ | ------------------------- |
| 4      | Romane Bernies            | Meneuse    | 27 juin 1993      | 1,70 m | CJM Bourges               |
| 5      | Agathe Degorces           | Meneuse    | 2 février 1992    | 1,70 m | Toulouse Métropole Basket |
| 6      | Claire Stievenard         | Ailière    | 15 septembre 1993 | 1,83 m | Nantes-Rezé Basket 44     |
| 7      | Alice Nayo                | Intérieure | 16 janvier 1993   | 1,86 m | Villeneuve-d'Ascq         |
| 8      | Margaux Galliou-Loko      | Ailière    | 12 avril 1993     | 1,82 m | CJM Bourges               |
| 9      | Héléna Akmouche           | Arrière    | 1er janvier 1992  | 1,74 m | US Dunkerque              |
| 10     | Sara Chevaugeon           | Ailière    | 12 février 1993   | 1,75 m | Challes-les-Eaux Basket   |
| 11     | Adja Konteh               | Ailière    | 5 mars 1992       | 1,78 m | Arras                     |
| 12     | Jodie Cornélie            | Intérieure | 1993              | 1,93 m | Flyers de Dayton          |
| 13     | Sarah Ousfar              | Intérieure | 28 juillet 1993   | 1,85 m | Basket Landes             |
| 14     | Christelle Diallo         | Intérieure | 12 mars 1993      | 1,93 m | CJM Bourges               |
| 15     | Marie-Bernadette Mbuyamba | Ailière    | 5 janvier 1993    | 1,83 m | USO Mondeville            |

Sélectionneur : Grégory Halin
Assistants : Alban Le Bigot, Vincent Bourdeau

### Équipe 2013

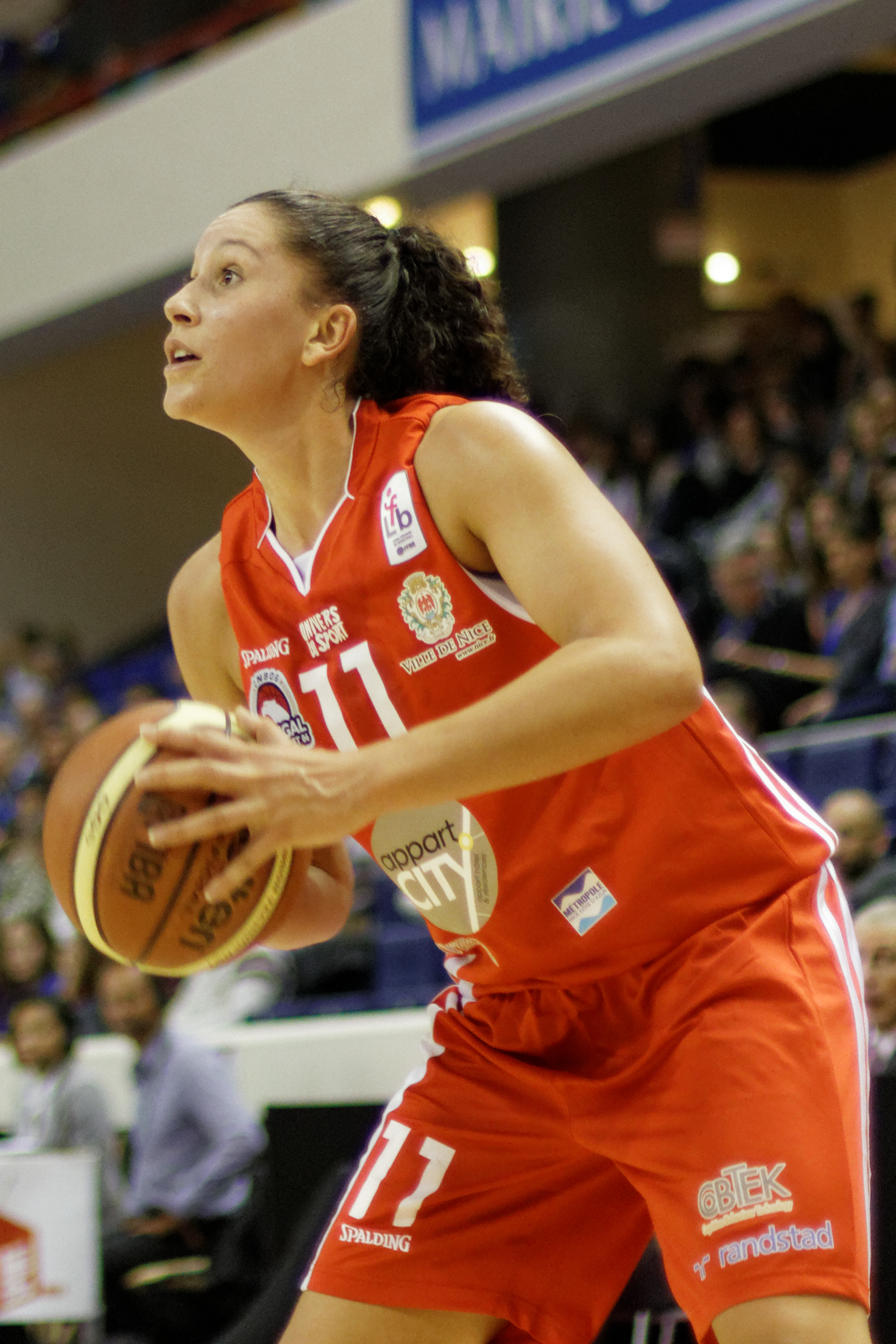
Margaux Galliou-Loko à l'Open LFB 2013

Championnat d'Europe à Samsun (Turquie) du 4 au 14 juillet 2013 
| Numéro | Joueuse                   | Poste      | Naissance         | Taille | Club(s) 2012-2013         |
| ------ | ------------------------- | ---------- | ----------------- | ------ | ------------------------- |
|        | Viviane Adjutor           | Arrière    | 1993              | 1,85 m | Pays d'Aix Basket 13      |
|        | Justine Barthelémy        | Intérieure | 1993              | 1,85 m | Lattes Montpellier        |
|        | Romane Bernies            | Meneuse    | 27 juin 1993      | 1,70 m | CJM Bourges               |
|        | Sabrine Bouzenna          | Meneuse    | 14 octobre 1993   | 1,72 m | Roche Vendée BC           |
|        | Sara Chevaugeon           | Ailière    | 12 février 1993   | 1,75 m | Union Lyon Basket Féminin |
|        | Christelle Diallo         | Intérieure | 12 mars 1993      | 1,93 m | CJM Bourges               |
|        | Margaux Galliou-Loko      | Ailière    | 12 avril 1993     | 1,82 m | Cavigal Nice Basket       |
|        | Marie-Bernadette Mbuyamba | Ailière    | 5 janvier 1993    | 1,83 m | USO Mondeville            |
|        | Alice Nayo                | Intérieure | 16 janvier 1993   | 1,86 m | Villeneuve-d'Ascq         |
|        | Esther Niamke-Moisan      | Ailière    | 17 juillet 1993   | 1,64 m | Louisville                |
|        | Sarah Ousfar              | Intérieure | 28 juillet 1993   | 1,85 m | Basket Landes             |
|        | Claire Stievenard         | Ailière    | 15 septembre 1993 | 1,83 m | Nantes-Rezé Basket 44     |

Sélectionneur : Grégory Halin
L'équipe se classe cinquième.

### Équipe 2016
L'Euro U20 est disputé à Matosinhos (Portugal) à partir du 9 juillet. 
| Numéro | Joueuse                | Poste         | Naissance        | Taille | Club(s) 2015-2016     |
| ------ | ---------------------- | ------------- | ---------------- | ------ | --------------------- |
| 5      | Marylie Limousin       | Meneuse       | 13 mars 1996     | 1,60 m | AS Villeurbanne       |
| 6      | Victoria Majekodunmi   | Arrière       | 30 décembre 1996 | 1,71 m | Flammes Carolo basket |
| 7      | Marie-Michelle Milapie | Pivot         | 6 février 1996   | 1,91 m | Basket Landes         |
| 8      | Katia Clanet           | Ailière       | 7 avril 1996     | 1,89 m | Nantes Rezé           |
| 9      | Louise Dambach         | Arrière       | 25 février 1996  | 1,75 m | SIG                   |
| 10     | Lisa Berkani           | Meneuse       | 19 mai 1997      | 1,76 m | Lattes Montpellier    |
| 11     | Aïda Sow               | Pivot         | 5 février 1998   | 1,90 m | Toulouse              |
| 12     | Alexia Chartereau      | Ailière       | 5 septembre 1998 | 1,90 m | Centre fédéral        |
| 13     | Mathilde Combes        | Ailière       | 16 décembre 1996 | 1,83 m | Tango Bourges Basket  |
| 14     | Camille Cirgue         | Ailière forte | 14 juillet 1996  | 1,84 m | U.S. Colomiers Basket |
| 15     | Angélina Turmel        | Pivot         | 21 novembre 1996 | 1,97 m | Angers                |
| 16     | Ophélie Bonneau        | Arrière       | 16 janvier 1996  | 1,79 m | Saint-Amand           |

Entraîneur : : Jérôme Fournier
Les Bleues remportent leur premier match 55 à 51 face à la Grèce malgré une adresse en berne (35% aux tirs et 1/19 à 3 points) mais une combativité illustrée par leurs 14 rebonds offensifs. Ainsi Lisa Berkani ne marque que 8 points avec seulement 2 réussites sur 15 aux tirs. Marie-Michelle Milapie est cependant plus efficace à l'intérieur avec 14 points, 15 rebonds et 4 contres et Alexia Chartereau (7 points et 5 rebonds). Contre la Hollande, la France creuse l'écart dès le premier quart-temps. Lisa Berkani (10 points, 6 rebonds) et Alexia Chartereau (6 points, 4 rebonds, 5 passes décisives) se sont illustrées et ont maintenu cet écart malgré 20 balles perdues. Malgré la résistance de Janis Ndiba (14 points, 7 rebonds), les Bleues s'imposent 65 à 41.
Les Bleues s'imposent contre la Lettonie pour terminer invaincues de la phase de poule. Adroite derrière la ligne des 6,75 mètres (10/19 au total), Digna Strautmane (20 points) et les siennes mènent 38 à 32 à la mi-temps, mais les Bleues serrent leur défense et les intérieurs Marie-Michelle Milapie (11 points et 9 rebonds) et Katia Clanet (13 points et 4 rebonds) prennent l'ascendant 41 rebonds (dont 19 offensifs) à 26, complétés par l'efficacité de Lisa Berkani (14 points et 5 rebonds) pour compter jusqu'à 15 points d'avance pour conclure sur le score de 67 à 59.
L'équipe de France U20 féminine s'est inclinée en quart de finale du championnat d'Europe
Invaincue jusque-là, la France encore à quatre minutes de la fin, mais doit s'incliner 73 à 66 face à la Serbie. Les Serbes prennent le meilleur départ pour mener 27 à 29 à la pause et profiter d'une défense tricolore trop perméable à la reprise. Un tir de Lisa Berkani (25 points, 5 rebonds et 7 passes décisives) juste avant le buzzer du troisième quart-temps maintient l'écart à portée raisonnable (45-51). Marie-Michelle Milapie (16 points et 8 rebonds) et Katia Clanet (5 points et 6 rebonds) s'imposent à l'intérieur, mais Jovana Nogic (15 points) et Katarina Zec (14 points et 4 rebonds) donnent dix points d'avance aux Serbes, mais les Bleues initient un 15-3 avec Alexia Chartereau (8 points) et Lisa Berkani pour reprendre l’avantage 63 à 61. Mais leur adresse se tarit quand les Serbes ne manquent pas leurs lancers francs.
Les Bleues réagissent après cette élimination pour s'imposer face à la Lettonie sur le même score qu'en phase de poules (67-59). Les Françaises prennent un départ difficile laissant les Baltes mener à la mi-temps (23-31). Lisa Berkani (10 points) permet de rester au contact puis au cours du troisième quart-temps les Lettones cèdent (43-44). Deux paniers primés de Camille Cirgue et un de Louise Dambach (25 points et 6 rebonds au total) donnent un avantage que Marie-Michelle Milapie (19 poin ts et 15 rebonds) consolide afin de permettre aux Bleues d'espérer la 5e place face aux Belges. L'équipe de France U20 féminine termine son Euro sur une défaite 70 à 69 face à la Belgique menée par Julie Allemand, draftée l'été dernier par le Fever de l'Indiana et qui inscrit 18 points. Louise Dambach (21 points, 8 rebonds et 4 interceptions) et Marie-Michelle Milapie (16 points et 10 rebonds) de mettent en valeur mais ne peuvent empêcher les Belges d'être en tête à la mi-temps (25-32). Lisa Berkani (18 points, 7 rebonds et 5 passes décisives) se libère après la pause. Louise Dambach donne l'avantage aux Bleues avec un tir à 3 points à 20 secondes du terme, mais Heleen Nauwelaers (16 points et 8 rebonds) donner la victoire aux siennes. En dehors de ses meilleurs éléments, peu de Françaises se sont distinguées. D'où un résultat mitigé avec cette sixième place.

### Équipe 2017
Championnat d'Europe du 8 au 16 juillet 2017 à Matosinhos (Portugal)
| Numéro | Joueuse              | Poste         | Naissance         | Taille | Club(s) 2016-2017                  |
| ------ | -------------------- | ------------- | ----------------- | ------ | ---------------------------------- |
| 1      | Marine Mulumba       | Arrière       | 20 mai 1997       | 1,71 m | Arras                              |
| 2      | Chloé Mantelin       | Arrière       | 7 avril 1997      | 1,73 m | Limoges ABC                        |
| 3      | Ornella Bankolé      | Ailière       | 17 septembre 1997 | 1,82 m | COB Calais                         |
| 6      | Prescillia Lezin     | Ailière forte | 29 octobre 1997   | 1,82 m | FC Lyon                            |
| 8      | Johanna Muzet        | Arrière       | 8 juillet 1997    | 1,82 m | Washington Cougars                 |
| 9      | Marie-Paule Foppossi | Ailière forte | 28 janvier 1998   | 1,86 m | Nice                               |
| 12     | Margot Bienvenu      | Ailière forte | 12 décembre 1997  | 1,83 m | SIG                                |
| 13     | Axelle Rousseau      | Ailière       | 25 juin 1997      | 1,76 m | Basket Landes                      |
| 23     | Francesca Dorby      | Ailière       | 28 mars 1997      | 1,80 m | Club Sportif Vauclinois BasketBall |
| 24     | Lisa Berkani         | Meneuse       | 19 mai 1997       | 1,76 m | USO Mondeville                     |
| 32     | Hortense Limouzin    | Meneuse       | 1er juillet 1998  | 1,65 m | Basket Landes                      |
| 33     | Maëva Djaldi-Tabdi   | Ailière forte | 3 décembre 1998   | 1,75 m | Flammes Carolo                     |

Sélectionneur : Jérôme Fournier
Assistants : Caroline Aubert, Virgile Abel, John Delay
L'équipe de France obtient la quatrième place, devancée par la Russie pour le gain de la médaille de bronze.

### Équipe 2018
L'équipe de France féminine dispute l'Euro U20 du 7 au 15 juillet à Sopron en Hongrie. La sélection de Jérôme Fournier reprend la base de la sélection championne d'Europe 2018 en U18 privée d'Alexia Chartereau (qui joue en équipe senior) et Loreen Kerboeuf (arrêt de la compétition pour raisons médicales), auquel s'ajoutent Adèle Dreano-Trecant et Naomie Mbandu.
| Numéro | Joueuse              | Poste         | Naissance         | Taille | Club(s) 2018                  |
| ------ | -------------------- | ------------- | ----------------- | ------ | ----------------------------- |
| 1      | Kadiatou Sissoko     | Ailière       | 25 janvier 1999   | 1,80 m | Basket Landes                 |
| 3      | Hortense Limouzin    | Meneuse       | 1er juillet 1998  | 1,64 m | Basket Landes                 |
| 5      | Amandine Michaud     | Arrière       | 6 mars 1998       | 1,73 m | Nantes Rezé Basket            |
| 7      | Camille Lenglet      | Meneuse       | 4 février 1998    | 1,69 m | Nantes Rezé Basket            |
| 9      | Marie-Paule Foppossi | Ailière       | 28 janvier 1998   | 1,85 m | Orange de Syracuse            |
| 10     | Adèle Dreano-Trecant | Arrière       | 30 octobre 1999   | 1,83 m | Angers                        |
| 11     | Myriam Djekoundade   | Ailière       | 2 janvier 1998    | 1,85 m | USO Mondeville                |
| 13     | Emmanuelle Tahane    | Ailière       | 13 mai 1999       | 1,84 m | Bulldogs de Mississippi State |
| 15     | Ana Tadić            | Pivot         | 21 septembre 1998 | 1,90 m | USO Mondeville                |
| 32     | Tima Pouye           | Arrière       | 7 avril 1999      | 1,74 m | Tarbes Gespe Bigorre          |
| 33     | Maëva Djaldi-Tabdi   | Ailière forte | 3 décembre 1998   | 1,87 m | Orange de Syracuse            |
| 99     | Naomie Mbandu        | Ailière       | 9 janvier 1999    | 1,80 m | Tarbes Gespe Bigorre          |

Entraîneur :  Jérôme Fournier
Assistants : : Virgile Abel, Caroline Koechlin-Aubert
Lors de la première journée, les Bleues s'imposent nettement 74 à 36 face à la Suède. Après une entame timide, Kadiatou Sissoko (11 points, 8 rebonds et 3 passes décisives) et Naomi Mbandu (14 points et 4 rebonds) lancent les Françaises sur orbite, menant déjà 35 à17 à la mi-temps. Mais lors de la seconde journée, les Françaises se font surprendre par les Italiennes et s'inclinent 76 à 69. Emmanuelle Tahane (10 points et 6 rebonds) ne peut compenser les performances du duo formé par Martina Fassina (14 points et 4 passes décisives) et Lorela Cubaj (16 points et 5 rebonds). Pour la dernière rencontre de la première phase, les Bleues battent les Slovaques 65 à 42 sous la direction de Tima Pouye (16 points et 3 rebonds) et une Maeva Djaldi-Tabdi de nouveau offensive (10 points à 8/11 aux lancers-francs et 9 rebonds). Après un premier quart temps équilibré, les Slovaques ne parviendront plus à marquer que 22 points sur les trois périodes suivantes.
Avant un huitième de finale face à l’Allemagne, l'entraîneur Jérôme Fournier estime la défaite face à l’Italie logique : « Nous faisons une très bonne première mi-temps sur le plan défensif. La seconde mi-temps est moins contrôlée défensivement et permet aux Italiennes une plus grande expression offensive dont elles ont profité allègrement. Le troisième match nous a permis de revenir aux fondamentaux de notre projet de jeu. Défense rigoureuse dans son pressing et son contrôle. Jeu rapide et discipline offensive dans la sélection des tirs afin de gouverner le rebond offensif ». Les Allemandes prennent le meilleur départ avec 27 points inscrits sur le seul premier quart-temps à mènent 39 à 29 à la mi-temps (Satou Sabally, 22 points et 7 rebonds), mais les Françaises passent un 13 à 2 au retour des vestiaires avec Kadiatou Sissoko (11 points et 7 rebonds) et la présence de Maeva Djaldi-Tabdi (12 points, 6 rebonds et 2 contres). La rencontre reste serrée et Marie-Paule Foppossi inscrit le dernier panier qui permet aux Bleues de l'emporter 68 à 66 . Dans un nouvel épisode de la rivalité franco-espagnole, les Françaises prennent le meilleur départ en remportant 15 à 4 le premier quart temps grâce à Maeva Djaldi-Tabdi (10 points, 15 rebonds et 3 contres) et Tima Pouye (15 points et 10 rebonds). Aina Ayuso (14 points) relance les Ibères avec quatre réussites à 3 points sur le seul deuxième quart-temps. La combativité de Kadiatou Sissoko (9 points et 8 rebonds) ne suffit à empêcher l'Espagne de passer en tête, avant que l'avantage ne s'inverse. Dans les derniers instants, Sissoko manque deux lancers francs alors qu'Iris Mbulito (12 points et 12 rebonds) inscrit le panier de la victoire, 51 à 50, pour les Espagnoles.
En matchs de classement, La France vient à bout de la Suède 93 à 60. D'abord menées 6 à 15 après cinq minutes, les Bleues réagissent avec Tima Pouye (10 points, 5 rebonds et 3 interceptions), trois tirs primés d'Amandine Michaud (11 points) et Naomi Mbandu (13 points à 4/6 à trois-points). Anna Dahl (15 points à 5/9 à trois-points) tente de ramener les Suédoises dans la partie, mais Emmanuelle Tahane (19 points à 9/12 aux tirs, 6 passes décisives) douche leurs espoirs et Marie-Paule Foppossi (13 points, 5 rebonds et 4 passes décisives parachève le succès tricolore. Pour le gain de la cinquième place, les Françaises s'inclinent 61à 58 contre des Hongroises qui jouaient à domicile. Kadiatou Sissoko (15 points, 7 rebonds et 5 passes décisives) et Maeva Djaldi-Tabdi (29 d'évaluation pour 12 points et 18 rebonds) ont porté leur équipe, mais Virág Csilla Kiss (18 points et 18 rebonds) ont profité d'une défense tricolore trop perméable pour n'avoir que 7 points d'avance à la pause (38-31). À 2 minutes 20 de la fin du match, la victoire semblait en vue (58-53), mais Ágnes Zsuzsanna Török marque à trois points puis Kiss égalise à 58 partout. Livia Gereben donne l'avantage aux Magyares et les Bleues manquent leurs lancers-francs pour laisser les Hongroises l'emporter et finissent seulement sixièmes.

### Équipe 2022
Les Bleuettes disputent le championnat d'Europe à Sopron en Hongrie, du 8 au 16 juillet 2022. Elles terminent à la 4e place.
| Numéro | Joueuse           | Poste | Naissance        | Taille | Club(s) 2018-2019 |
| ------ | ----------------- | ----- | ---------------- | ------ | ----------------- |
| 0      | Elyah Kiavi       | 1-2   | 11 août 2003     | 1,74 m | BLMA              |
| 3      | Palmire Mbu       | 4-3   | 12 mai 2003      | 1,85 m | Roche Vendée      |
| 5      | Célia Cardenal    | 2-3   | 23 mai 2002      | 1,76 m | Basket Landes     |
| 9      | Seehia Sida Abega | 3-4   | 9 août 2002      | 1,85 m | Basket Landes     |
| 13     | Aminata Gueye     | 5     | 10 juillet 2002  | 1,90 m | USO Mondeville    |
| 14     | Ilona Hattab      | 2-3   | 28 mars 2003     | 1,80 m | Landerneau        |
| 20     | Maye Toure        | 4     | 4 mars 2002      | 1,88 m | Rhode Island      |
| 24     | Nahan Niare       | 5     | 14 février 2002  | 1,90 m | USO Mondeville    |
| 28     | Louise Bussiere   | 2-3   | 7 août 2002      | 1,80 m | USO Mondeville    |
| 29     | Sara Roumy        | 2     | 7 novembre 2003  | 1,80 m | Basket Landes     |
| 75     | Vacina Gomis      | 2-1   | 20 décembre 2002 | 1,73 m | USO Mondeville    |
| 98     | Pauline Astier    | 1     | 15 février 2002  | 1,75 m | Bourges           |

Entraîneur :  Jérôme Fournier
Assistants : Virgil Abel, Emilie Duvivier, Maxime Bezin, Matthieu Donnard
Préparatrice mentale : Virginie Nicaise

## Anciennes joueuses marquantes
- Julie Barennes
- Sylvie Gruszczynski
- Anaël Lardy
- Isabelle Yacoubou